# عبد الله خضر حمد
عبد الله بن خضر بن حمد بن بيرداود، باحث وناقد أكاديمي عراقي.

## مولده ونشأته
ولد عبدالله خضر في (15 من شعبان سنة 1397 الهجري- 31 من تموز سنة 1977)، في محافظة أربيل شمال العراق. ونشأ في أسرة ريفية عرفت بالعلم والتقوى، وكان بيت والده من الوجهاء، وقد اشتهر والد الشيخ بالسماحة وحسن الخلق والمروءة، وكان إنسانا متواضعا، يشهد له كل من رآه. وقد نشأ الشيخ في كنف والده، وتربى على العفة والإيمان، وصفاته الخلقية :كثير الذكر، دائم الفكر، وان سكوته أكثر من كلامه، وقد ذاع صيته بحسن الخلق والحياء والتواضع.

## المؤهلات العلمية:
1- دكتوراة الفلسفة في اللغة العربية (البلاغة والنقد)، من جامعة البطانة/ جمهورية السودان، سنة 2021.
عنوان رسالة الدكتوراه :
(المصطلح النقدي والبلاغي عند الفلاسفة المسلمين-دراسة تأصيلية-)
2- درجة الماجستير في (اللغة العربية وآدابها)، بتقدير (جيد جدا) من جامعة الموصل/ جمهورية العراق، سنة: 2011 م.
التخصص الدقيق : الأدب العربي القديم
عنوان رسالة الماجستير :
(أسلوبية الانزياح في شعر المعلقات)
3-درجة البكالوريوس في (اللغة العربية وآدابها) بتقدير (جيد جدا) من جامعة صلاح الدين/ أربيل / سنة: 2007م.
عنوان بحث التخرج:
(الخلاف النحوي في شرح ابن عقيل)
4-درجة الدبلوم في (اللغة العربية وآدابها)، بتقدير: (جيد) من معهد معلمين المركزي/ جمهورية العرق/ أربيل، سنة: 1999م
5- الثانوية العامة: مدرسة إعدادية رزكاري، جمهورية العراق- أربيل، سنة: 1997م.

## ثقافته وتدريسه:
إن الناظر لنتاجات َالشيخ يكتشف أنه تعمقت علاقته بالتراث العربي بينابيعه وفيوضاته، وهو عاش الأصالة والمعاصرة، واطلع على معطيات الحضارة الغربية، فكتب في تاريخ الأدب والبلاغة والنحو، وكتب في فنون الأدب والنقد والشعر والنثر، وبرز العديد من كتب التراث، وقام بالقراءة الصحيحة للتراث الفكري ووضعه في مكانه الصحيح في تاريخ الفكر.
لقد اتسمت ثقافة الشيخ بالطابع الإسلامي، فنال مكانته بين أساتذته وشيوخه من علماء أربيل، فدرس علوم اللغة والفقه، حتى تصدر للبحث والتأليف في: التفسير واللغة والنحو والأدب والنقد والبلاغة، ومارس مهنة التدريس في مؤسسات علمية مختلفة.

## الوظائف والنشاطات الأكاديمية:
قام بالتدريس في عدد من المؤسسات التعلميمية والتربوية في العراق وخارج العراق، وآخر منصب شغله، هو رئيس قسم اللغة العربية في الأكاديمية العربية الدولية للدراسات العليا/ لبنان.

## شيوخه:
تتلمذ عبد الله خضر على يد مجموعة من فحول العلماء والفقهاء في مدينته، وممن اشتهروا بالصلاح والورع والتقوى، منهم:
1-الشيخ السيد محمد بيرداودي (1916م-2006م)
2-الشيخ قاسم الزيارتي (1932م-2015م)
3-الشيخ محمد أمين بن عبد الله بن سليمان الرواندزي (1941م ـ 2012م)
4-الشيخ عبد الله بن الشيخ سليمان، (1943م- 2016مـ)
5-الشيخ عبد الكريم عبد الواحد (1949م)
6-الشيخ عبد الجبار زركزوي (1952م)

## مؤلفاته:
تفرغ عبدالله خضر للبحث والتأليف مدة طويلة من الزمن، فألف كتبا عديدة، وصدر له ثروة علمية كبيرة ونافعة ومكتبة غنية بالكتب القيمة والعظيمة الفائدة، في الأدب واللغة والنقد والبلاغة، والتفسير، وعلوم القرآن، نذكر منها:

### أولا:- كتب في مجال اللغة واللسانيات الحديثة:
1- جماليات النص القرآني - دراسة أسلوبية في المستوى التركيبي.
2- لسانيات النص القرآني- دراسة تطبيقية في الترابط النصي.
3- العدول في الجملة القرآنية.
4-ثنائية الموت والحیاة في القران الكریم-دراسة أسلوبیة حجاجیة-

### ثانيا:- كتب في مجال الأدب والنقد والبلاغة:
1-التفكيكية في الفكر العربي القديم - جهود عبد القادر الجرجاني أنموذجا.
2- أسلوبية الانزياح في شعر المعلقات.
3- المعلقات السبع -دراسة أسلوبیة-.
4- الانزياح التركيبي في النص القرآني.(ثلاثة مجلدات ).
5- الشعر الجاهلي في تفسير غريب القرآن لابن قتيبة- دراسة أسلوبية-
6-إشكاليات الحداثة.
7-الشعر العربي الحديث- قضايا وإشكاليات.
8-الأدب العربي الحديث.
9-ظواهر أسلوبية في الشعر العربي قبل الإسلام.
10-مناهج النقد الأدبي - السياقية والنسقية.
11-اتجاهات النقد العربي القديم.
12-المذاهب الأدبية - دراسة وتحليل.
13- المصطلح النقدي والبلاغي عند الفلاسفة المسلمين-دراسة تأصيلية-(مجلدان) [وهو بالأصل أطروحة نال بها الدرجة العلمية دكتوراة في اللغة العربية/ البلاغة والنقد في جامعة البطانة/ كلية الدراسات العليا/ جمهورية السودان]

### ثالثا:- دراسات في السرد القرآني:
1- بنية المكان في القصة القرآنية- دراسة سيميائية.
2- روائع قرآنية.

### رابعا:- التفسير وعلوم القران:
1- الكفایة في التفسیر بالمأثور والدرایة (40 جزء)، طبع في مطبعة أندنوسيا، سنة 2022م، وهذا التفسير قد أفرغ فيه مؤلفه وسعه، وبذل جهده، حتى أخرجه للناس –في مدة 7 سنوات-تفسيرا جامعا لآراء السلف رواية ودراية، ومشتملا على أقوال الخلف بكل أمانة وعناية، فهو تفسير جامع لخلاصة ما سبقه من التفاسير.
2-  تفسیر التابعین(14 جزء)، طبع في أندنوسيا سنة 2022م، ومنشور إلكترونيا.
3- مدخل إلى علوم القرآن واتجاهات التفسير.
4- المغني في معرفة الأسباب(مجلدان)
5- التبيان في تعريف سور القرآن(مجلدان)

### خامسا:- الرد على المستشرقين:
1- القرآن الكريم وشبهات المستشرقين - قراءة نقدية-.

### سادسا:- قسم الموسوعات:
1- موسوعة علوم اللغة العربية (5 أجزاء).
2- موسوعة الاختلافات التفسيرية في القرآن الكريم (30 جزء)

### سابعا:- الأدب الصوفي:
1-شعرية الخطاب الصوفي.
2-التصوف وفضاءات التأويل-قراءة نقدية-.
3-الخطاب الصوفي في شعر عبد القادر الجيلاني- دراسة أسلوبية.
4-ديوان عبد القادر الجيلاني: دراسة أسلوبية .